# Ettore Calvelli
Ettore Calvelli (Treviso, 5 ottobre 1912 – Ponte di Legno, 5 gennaio 1997) è stato uno scultore e medaglista italiano.

## Biografia
Frequentò a Milano la Scuola Superiore degli Artefici di Brera, dove insegnò poi per 30 anni; insegnò anche per 15 anni al Liceo Artistico delle Orsoline di S. Carlo. Ha lavorato in prevalenza a Milano dedicandosi all'attività di bronzista. È stato invitato, già all'età di ventotto anni, alla Biennale di Venezia, alla quale ha partecipato per ben sei edizioni. Ha esposto anche alle Quadriennali di Roma.
Nel 1946 esegue ed espone all'Angelicum La Madonna del mantello (oggi nel Seminario di Brescia). È presente con le sue medaglie ed i suoi pannelli di bronzo non solo in collezioni private, ma anche in vari musei, tra cui i Musei Vaticani di Arte Contemporanea (con ventisei opere), la Ca' Pesaro a Venezia e il Museo d'Arte Sacra dei Contemporanei di Villa Clerici a Milano (circa cento opere).
Dodici sue medaglie "dantesche", già esposte alla Biennale di Ravenna, si trovano nel Museo d'Arte Sacra di Venezia, altre medaglie sono al Museo Ricci Oddi di Piacenza. La Zecca dello Stato ha distribuito sue opere, mentre la FAO ha coniato sei sue medaglie ufficiali dedicate al mito di Cerere e ne ospita 42 all'ingresso della sede mondiale di Roma.
Altri importanti lavori si trovano nel convento francescano del Tonale (50 medaglie); un medagliere dedicato al Cantico delle creature è nel coro nuovo del monastero dell'isola di San Francesco del Deserto nella laguna veneta; nella chiesa di Poia si trovano 120 medaglie inserite nelle porte. Altri lavori sono nel Museo Parrocchiale di Ponte di Legno, del quale lo stesso artista è stato direttore.
Nel 1976 ha modellato quattro medaglie per l'ONU, mentre nel 1960 è stato incaricato dell'esecuzione della Coppa campioni d'Italia. Nel 1978 è stato nominato Accademico Pontificio. Negli ultimi tempi decide di trasferirsi definitivamente a Ponte di Legno, dove peraltro già aveva uno studio. Muore a Ponte di Legno il 5 gennaio 1997.

## Ettore Calvelli nei musei
- Galleria d'arte moderna Ricci Oddi di Piacenza
- Galleria Civica d'Arte Contemporanea, Suzzara (MN)
- Civico Museo Parisi Valle, Maccagno (VA)